# Мир у Бретињију
Мир у Бретињију закључен је 8. маја 1360. године у селу Бретињију, селу близу Шартра, између енглеског краља Едварда III и француског краља Жана II. Њиме је окончана прва фаза Стогодишњег рата. Одредбе споразума ратификоване су 24. октобра 1360. године миром у Калеу. Енглези су добили део француске територије, а Едвард III се заузврат одрекао полагања права на француски престо.

## Увод
Филип је умро 1350. године. Наследио га је син Жан II Добри (1350-1364). Жанов непријатељ, Карло Лоши, гроф Наваре и Евреа, ступио је у савез са Едвардом. Гаскоњом је управљао Едвард, принц Велса, због оклопа назван „Црни Принц“. Примирје које је наступило након пада Калеа прекинуо је Едвард Црни Принц 1355. године када је опљачкао грофовију Тулузу. Следеће године је Црни Принц извео још један успешан поход због чега га је Жан II напао. Битка је вођена у близини града Поатјеа. Едвард Црни Принц је изабрао овај терен јер због жбуња француска коњица није могла јуришати. У бици је однео велику победу. Заробио је француског краља Жана II, његовог сина Филипа, тринаест грофова, једног архиепископа, шеснаест барона итд. Битком код Поатјеа завршена је прва фаза рата. Са бојног поља побегао је млађи Јованов син, дофен Карло (први који је носио титулу дофена која назив добија по југоисточној француској покрајини) који преузима управу над државом и прикупља новац за откуп. Становништво Париза побеснело је због пораза код Поатјеа. Незадовољни Парижани нашли су свог вођу у Етјену Марселу. Међутим, њихова војска брзо је уништена, а Марсел је убрзо убијен у Паризу приликом обиласка зидова.

## Мир
Мир са Енглеском у Бретињију је склопљен 1360. године. Жан II је ослобођен уз велики откуп, Гаскоња је добила територијална проширења (сада је обухватала целу Аквитанију), а Едвард је добио освојене градове у Нормандији, сизеренство над Бретањом и област око Калеа. Пошто су услови били претерани, Црни Принц и Жан II склопили су споразум у Бретињију којим су они умањени. Ниједна од страна није очекивала да ће се споразум испоштовати. Француски краљ ослобођен је из заробљеништва након исплате прве рате од 400.000 круна. Заменио га је син Луј, војвода Анжуја. Луј је уживао пуну слободу кретања у Калеу. Искористио ју је да побегне из заробљеништва за једном лепотицом. Краљ Жан II је због тога сам поново отишао у заробљеништво. Умро је 1364. године. Нови краљ постао је дофен Карло као Карло V (1364-1380). Под владавином Карла V обновљени су сукоби са Енглеском (1369).